# Wojskowość w Polsce średniowiecznej
Wojskowość w Polsce średniowiecznej – sposób prowadzenia wojny oraz organizacji sił zbrojnych na ziemiach polskich w okresie średniowiecza. Można o niej mówić dopiero od chwili istnienia państwowości, to jest od drugiej połowy X wieku.

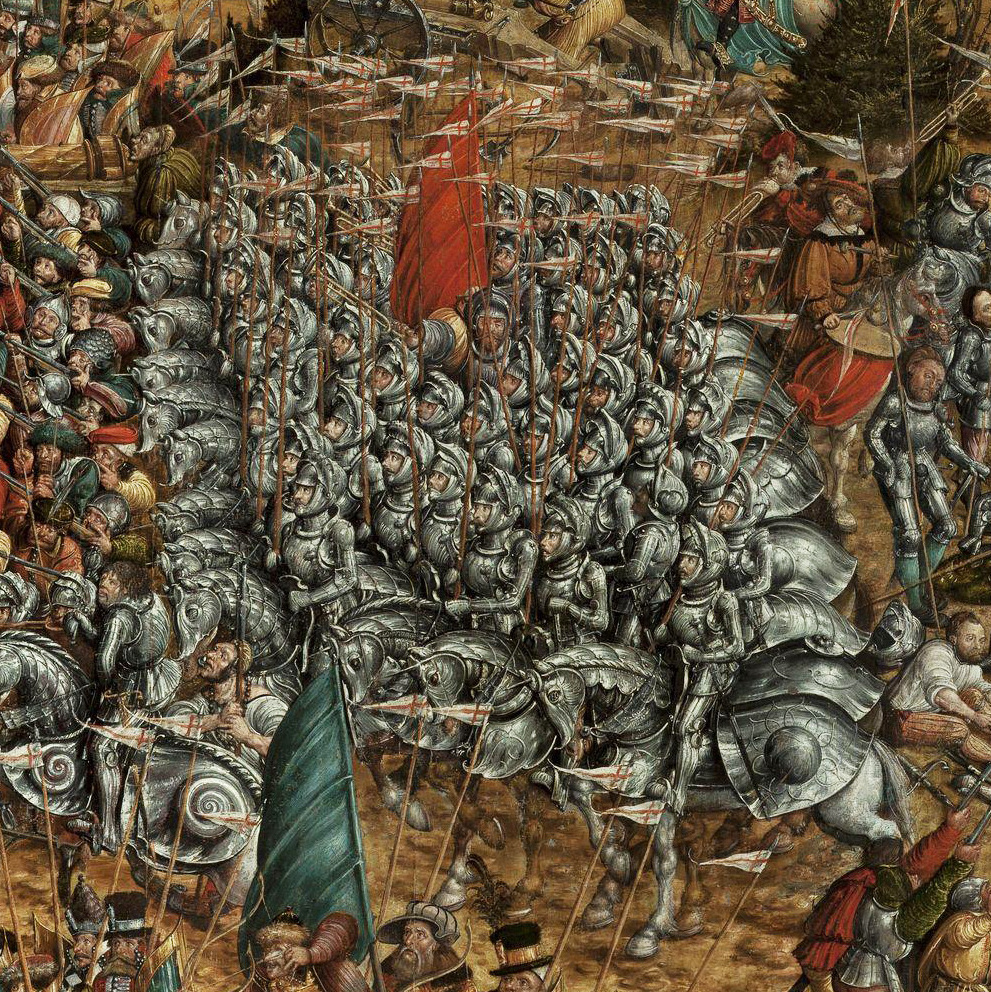
Bitwa pod Orszą 1514

## Periodyzacja
Ewolucja wojskowości w Polsce średniowiecznej następowała powoli i była ściśle związana z przemianami społecznymi. Historię wojskowości na ziemiach polskich dzieli się na cztery zasadnicze okresy:
- do roku 1138 – okres formowania się państwa polskiego oraz panowania pierwszych Piastów, aż do śmierci Bolesława Krzywoustego[1];
- lata 1138–1320 – czasy rozbicia na dzielnice Królestwa Polskiego[2];
- lata 1320–1454 – okres późny wojskowości średniowiecznej, rozpoczęty reformami wojskowymi Kazimierza Wielkiego, zakończony wojną trzynastoletnią[3];
- lata 1454–1514 – okres schyłkowy obejmujący czasy po wojnie trzynastoletniej i trwający do bitwy pod Orszą w roku 1514.

Trudności z ustaleniem granic czasowych tej epoki zazębiają się z trudnościami określenia obszaru ówczesnej Polski, zwłaszcza w okresie najwcześniejszym i w okresie rozbicia dzielnicowego, które zajmuje w polskim średniowieczu znaczący odcinek czasu.
Nie ma wątpliwości, jeśli chodzi o początek polskiego średniowiecza – jest nim początek panowania Mieszka I, a pierwszymi odnotowanymi starciami zbrojnymi były jego walki z Wichmanem i Wieletami oraz bitwa pod Cedynią w roku 972. Trudniejsza do wyznaczenia jest cezura końcowa, bowiem nie przystaje do historii Polski żadna data przyjmowana w historii powszechnej (upadek Konstantynopola w 1453, odkrycie Ameryki przez Kolumba w 1492, początek reformacji w 1517). Mediewiści są zgodni, że koniec średniowiecza i początek renesansu w Polsce miał miejsce za panowania dynastii Jagiellonów i to raczej w schyłkowym niż początkowym okresie (najpewniej czasy Zygmunta Starego). Gorzej jest z wyznaczeniem daty ostatniej bitwy omawianej epoki.
W historii wojskowości koniec średniowiecza w Europie Zachodniej wiąże się jednoznacznie z kresem rycerstwa, wraz z jego etosem i sposobem prowadzenia walki. W Polsce, podobnie jak w niektórych innych krajach Europy, rycerstwo (szlachtę) zwoływano na wojnę (pospolite ruszenie) aż do czasów saskich. Taki wyznacznik ramowy końca średniowiecza w Polsce należy więc odrzucić, a w jego miejsce przyjąć moment, gdy ciężką jazdę kopijniczą, z jej pełnymi zbrojami płytowymi, zastąpiły formacje tzw. narodowego autoramentu z husarią na czele. Na znajdującym się w zbiorach Muzeum Narodowego w Warszawie znanym obrazie Bitwa pod Orszą widać wyraźnie walczące ramię w ramię oddziały, lekkiej jeszcze wtedy husarii i ciężkiej jazdy kopijniczej. Bitwa pod Orszą rozegrana została jesienią 1514 roku. W bitwie pod Obertynem (1531) po stronie polskiej występuje już tylko lekka jazda, więc być może te dwie daty stanowią punkty graniczne jako ostatnia bitwa polskiego średniowiecza (Orsza) i pierwsza polska bitwa epoki nowożytnej (Obertyn).

## Oręż

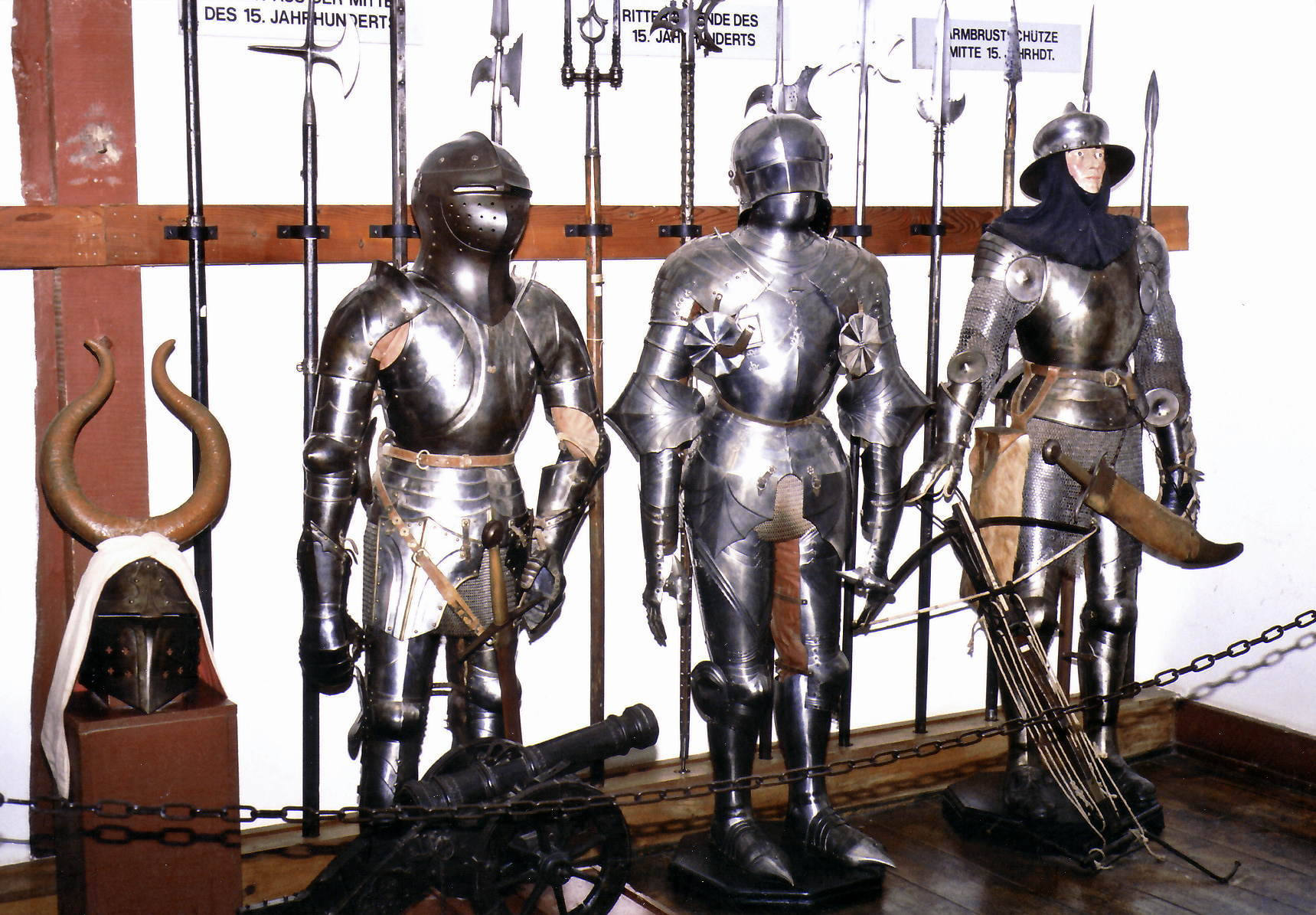
Zbroje rycerskie z XV wieku

Podstawowym orężem średniowiecznego rycerstwa europejskiego był miecz, a obok niego najpierw włócznia (zarówno do rzucania, jak i pchnięcia), a potem kopia oraz cały arsenał dodatkowych broni od sztyletu po topór czy broń obuchową (buzdygan, buława, nadziak). Polski miecz nie różnił się od mieczy używanych na zachodzie Europy – był prosty z obusieczną głownią długości 75–130 cm, krzyżowym jelcem i półtoraręczną rękojeścią; ważył od 1,0 do 1,8 kg. Kopia rycerska, w Polsce zwana drzewem, miała od 4,5 do 5,5 m długości z grotem najczęściej czwórgraniastym i obciążeniem/przeciwwagą blisko tylca.
Uzbrojenie obronne stanowiła zbroja – najpierw zapewne przeszywanica lub płytkowa, następnie kolczuga, potem kolczuga z elementami płytowymi w rodzaju napierśników i naramienników, aż wreszcie pełna zbroja płytowa, która na przełomie XV i XVI wieku przybrała formę najdoskonalszą, okrywając całe ciało rycerza, a często także konia. Bogate rycerstwo Małopolski, Wielkopolski czy Śląska zdecydowanie różniło się od mazowieckiego, które – z racji walk toczonych z Prusami i Litwinami – przejęło od nich po części i styl walki, i uzbrojenie. Także konie były tam lżejsze i mniejsze. Uzupełnieniem zbroi był hełm, stanowiący ochronę głowy i karku.
Istotnym zagadnieniem były konie. Początkowo hodowano niewielkie konie polskie o silnych nogach, szerokim grzbiecie, charakteryzujące się dużą odpornością i wytrzymałością oraz zdolnością do pokonywania znacznych odcinków w marszu, ale zbyt słabe by unieść opancerzonego (a więc ważącego nawet ponad 100 kg) jeźdźca w czasie szarży. Dlatego już na przełomie X i XI wieku zaczęto importować i krzyżować z rasą miejscową większe konie, docierające za pośrednictwem Rusi.
Odmiennego uzbrojenia używała piechota, która w polu występowała zarówno jako zwarte formacje tarczowników osłaniających oddziały ciężkiej jazdy rycerskiej, jak też jako ruchome oddziały łuczników i kuszników oraz nieregularne oddziały lekkie uzbrojone w broń bardzo różnorodną, przeznaczoną tak do walki z piechotą, jak i konnicą (młoty, kosy – zwane też glewiami, widły i cepy bojowe, morgensterny, halabardy, berdysze). Broń obronną stanowiły tarcze, od zwykłych, prostych, poprzez lekkie puklerze, aż po ciężkie pawęże, pikowane kaftany i przeszywanice oraz brygantyny. Charakterystycznym hełmem piechoty był kapalin mający kształt stalowego kapelusza z szerokim rondem. Wcześniej piechota nosiła (o ile w ogóle) hełmy stożkowate lub tzw. łebki, które wyewoluowały w salady. Czeladź obozowa traktowana była jak piechota pomocnicza, przydatna najbardziej przy pracach polowych, obronie i zdobywaniu obozów warownych i zamków i uzbrojona dość przypadkowo.
Broń używana do walki na odległość była bardzo różnorodna i w większości prosta. Proca wyszła już z użycia, ale łuk refleksyjny miał się pojawić dopiero po najazdach Mongołów w XIII wieku. Aż do tego czasu w użyciu był łuk prosty, najczęściej cisowy. Dość wcześnie pojawiła się kusza, która na ziemie polskie dotarła zapewne wraz z wojnami Krzywoustego z Niemcami, a więc w XII wieku. W najwcześniejszym okresie powszechnie jeszcze używano oszczepów i toporów służących do miotania. Nie należy też zapominać o broni ciężkiej (oblężniczej) jak różnorodne machiny miotające (katapulty, onagry, trebusze itd.), a od schyłku XIV wieku bombardy, hakownice, wreszcie armaty.
Wraz z walkami na wschodniej granicy pojawiały się w Polsce coraz liczniej szczegóły ubioru i uzbrojenia typu wschodniego, dlatego tak łatwo i tak powszechnie przyjęła się szabla, która w wieku XVI całkowicie wyparła miecz, jakkolwiek początkowo – jako broń barbarzyńców – budziła niechęć szlachty. Zmiana ta zapewne nie nastąpiłaby tak powszechnie i tak szybko, gdyby nie unia polsko-litewska, bowiem w Wielkim Księstwie Litewskim, a szczególnie na Rusi, wzory wschodnie przyjęły się znacznie wcześniej.
Największym przemianom ulegał w średniowieczu hełm, przechodząc od formy stożkowatej, poprzez garnczkowaty (XI–XII w.), aż po przyłbice o różnorakim kształcie w wiekach późniejszych.
Rycerzowi towarzyszył jeden lub kilku giermków, z których najbardziej doświadczeni w boju (z reguły uboga szlachta) występowali jako przyboczni rycerza pilnujący w bitwie jego boków, udzielając pomocy i podając najwłaściwszą w danym momencie broń. Pozostali, trzymający się raczej z tyłu, mieli dostarczać świeżych koni, kopii i tarcz, odprowadzać rannych. Wszyscy byli uzbrojeni w miecze lub tasaki (pocztowi posiadali także kopie i tarcze), często w łuki lub kusze.
Zasobniejsze rycerstwo polskie w zasadzie nie różniło się – w sensie broni i zbroi – od rycerstwa zachodniego, bowiem nowinki przyjmowały się szybko, a ograniczeniem był wyłącznie stan majątkowy rycerza. Należy podkreślić opinie przybyszów z Zachodu (jak np. Widukind z Korbei czy biskup Thietmar z Merseburga), którzy z podziwem wyrażali się zarówno o drużynie pancernych Mieszka I, jak i Bolesława Chrobrego. Podobnie było i w czasach późniejszych, kiedy to na dworach Europy słynął Zawisza Czarny Sulimczyk, znany ze swej waleczności i czarnej, szmelcowanej zbroi. Trzeba przy tym przyznać, że do bitwy pod Grunwaldem 15 lipca 1410 większość rycerstwa polskiego była znacznie gorzej okryta od rycerstwa zachodniego, a to z powodu powszechnego ubóstwa szlachty. W ciągu XV wieku nastąpił jednak wyraźny postęp w tej mierze, głównie z powodu szybkiego bogacenia się stanu szlacheckiego i łupów wojennych, wśród których za zdobycz najistotniejszą uchodziły zbroja i broń pokonanego przeciwnika.
Ważnym elementem wyposażenia wojska był koń. Konie hodowano w Polsce od czasów najdawniejszych, a kupione za granicą lub ewentualnie zdobyte ogiery i klacze wysokiej krwi były otaczane troskliwą opieką i włączane do stad celem podniesienia jakości ras polskich. Nie znamy wielkości tych stad ani ilości koni bojowych, ale musiały być one znaczne zważywszy, że do bitwy pod Grunwaldem stanęło ich ponad 40 tysięcy. Ilość koni w poszczególnych okresach była różna, podobnie jak ich wielkość i ciężar, wraz z rosnącą wagą uzbrojenia zaczepnego i obronnego rycerstwa.
Liczące od kilku do kilkudziesięciu tysięcy ludzi wojsko wymagało odpowiedniego uzbrojenia. Prostsze formy, jak maczugi, włócznie, topory, wyrabiano domowym sposobem w wiejskich i miejskich kuźniach. Bardziej skomplikowane rodzaje uzbrojenia wymagały wyspecjalizowanych rzemieślników. W latach 1350–1454 w Krakowie było 33 mieczników, 36 łuczników, 44 płatnerzy, 3 hełmiarzy, 39 siodlarzy. Drugie miejsce zajmował Lwów, za którym szły inne miasta od Warszawy po Tyczyn.

## Umocnienia
Na ziemiach polskich budowano grody warowne, przeważnie na granicach i głównych traktach, w miejscach naturalnie obronnych (wzgórza, zakola rzek), jako ośrodki władzy administracyjnej i wojskowej oraz jako punkty oporu w razie najazdu nieprzyjacielskiego. Początkowo były to konstrukcje ziemne, potem drewniano-ziemne (w dwóch wariantach: rusztowej i skrzyniowej: przy konstrukcji rusztowej belki układano na przekład – wzdłuż i w poprzek wału; przy konstrukcji skrzyniowej budowano szereg skrzyń z belek, które następnie napełniano ziemią i kamieniami), aż wreszcie murowane z zastosowaniem kamienia polnego, jak i cegieł. Najwięcej pozostałości tych pierwszych murowanych zamków znajdziemy w Jurze Krakowsko-Częstochowskiej, na Mazowszu i w Świętokrzyskiem.
Grody, grodziska, warowne osady budowano na ziemiach polskich od czasów najdawniejszych, ale prawdziwy rozkwit nowoczesnego budownictwa grodowego datuje się na XIII i XIV wiek, głównie po wstrząsie, jakim był najazd mongolski, kiedy to odbudowywane miasta (np. Kraków) otrzymywały solidne obwarowania murowane, a także w czasach panowania Kazimierza Wielkiego, kiedy pozwalały na to pokój i rosnąca zasobność państwa. W tych też czasach (szczególnie na terenach narażonych na najazdy nieprzyjaciół, a więc wzdłuż północnej i wschodniej ściany oraz na Śląsku) zaczęły pojawiać się dwory obronne, czyli umocnione siedziby szlacheckie, które niekiedy przybierały formę donżonu (stołpu), czyli tzw. wieży mieszkalnej. W związku z rosnącą siłą artylerii oblężniczej w miejsce wysokich baszt wznoszono półokrągłe basteje, a później (na przełomie XV i XVI wieku) ziemne bastiony. Warto jednak zaznaczyć, że aż do XVII wieku, kiedy powstały takie twierdze jak Zamość, czy Kudak, nie było w Polsce twierdz nie do zdobycia.

## Zasoby ludzkie, taktyka

### Czasy najdawniejsze
Prawdopodobnie w czasach przedhistorycznych siłę zbrojną stanowili wszyscy dorośli mężczyźni podlegający lokalnemu władyce, który potrafił podporządkować sobie starszyznę plemienną lub też odznaczył się w jakimś przedsięwzięciu (np. akcji zbrojnej), dzięki czemu zdobył autorytet i władzę dziedziczną. Z czasem jednak – gdy przybywało osiadłej ludności, grodów, wiosek i ziemi uprawnej – ów władca dziedziczny, teraz już książę, zaczął budować własną drużynę, przede wszystkim dla utrzymania ładu w państwie, ale nie tylko. Stała się ona bowiem podstawową, najlepiej uzbrojoną, wyposażoną, wyszkoloną i okrytą formacją zbrojną księstwa. Wspomagało ją zwoływane wiciami pospolite ruszenie wolnych kmieci (w słowniku etymologicznym Aleksandra Brücknera termin „kmieć” odnosił się pierwotnie do starszyzny, od łac. comes – towarzysz, dworzanin, nawet naczelnik), którzy w pewnej części z biegiem czasu przekształcili się w szlachtę. Drużynę uzbrajał i wyposażał sam książę, ale pospolitacy ruszali na wyprawę z czym kto miał: broń i uzbrojenie obronne w tamtych czasach kupowało się lub zdobywało, było więc najróżniejszego pochodzenia i jakości; dominowały włócznie i oszczepy, topory, łuki i maczugi.
Na temat liczebności wojska w okresie formowania się państwa polskiego informacje czerpiemy przede wszystkim z dwóch źródeł pisanych: Opisu ziem słowiańskich Ibrahima ibn Jakuba i Kroniki Polskiej Galla Anonima. Pierwszy oceniał siłę oddziałów Mieszka I na 3000 pancernych. Według przekazu drugiego kronikarza oddziały około 1000 roku były znacznie liczniejsze, co może świadczyć o postępującej militaryzacji państwa za Bolesława Chrobrego. Gall Anonim podał, że książę miał na swoje usługi 3900 pancernych i 13 000 tarczowników. Przyjmuje się, że podane liczby nie oznaczały stale skoszarowanej armii, ale całość drużyny i pospolitego ruszenia, które Bolesław był w stanie zmobilizować z ówczesnej Polski północnej. Wyliczenia oparte na szacunkowej liczbie ludności potwierdzają, że książę był w stanie przy przeliczniku 1 żołnierz na 10 rodzin powołać pod broń około 16-18 tysięcy mężczyzn.
Kwestią dyskusyjną pozostaje liczebność konnicy w armiach pierwszych Piastów. Według jednej z kompilacji Opisu krajów słowiańskich Mieszko dawał swoim zbrojnym konie, według drugiej natomiast kraj tego księcia to państwo (…) nad morzem wśród gęstych lasów, przez które wojskom trudno się przedzierać i że ów Mśko posiada oddziały piesze, ponieważ konnica nie może się poruszać w tych krajach. Prawdopodobnie w drużynie Mieszka oddziały konne stanowiły mniejszość, ewentualnie konie posiadała jedynie kadra dowódcza. Jedna z teorii zakłada, że oddziały jazdy stanowiły 1/3 wojska: około 800 jeźdźców w stosunku do 2400 pieszych. Prostsza w interpretacji jest zapiska Galla Anonima – 3900 pancernych można uznać za konnicę, natomiast 13 000 tarczowników za oddziały piesze.
Członkowie drużyny stanowili przypuszczalnie własność księcia, skoro Bolesław Chrobry mógł podarować cesarzowi Ottonowi III trzystu drużynników.

### Za Krzywoustego
Drużyna książęca w XII wieku przestała być trzonem sił zbrojnych, stając się oddziałem nadwornym, któremu dorównywały drużyny niektórych wielmożów (jak np. wojewody, palatyna Sieciecha, odgrywającego znaczną rolę za czasów Władysława Hermana. Obecna armia składała się więc z drużyny książęcej, drużyn możnych i pospolitego ruszenia, które rozpadało się na dwie części: dawnych wolnych kmieci (teraz drobnych feudałów, czyli rycerstwa) oraz oddziały złożone z chłopów. O stosowanej w tym okresie taktyce, jak również o zasobach ludzkich niewiele da się powiedzieć.
Pewne zmiany obserwujemy także w uzbrojeniu wojska tego okresu. Chodzi tu przede wszystkim o pojawienie się kuszy oraz ciężkich maszyn miotających (obrona Głogowa). Uzbrojenie obronne nie zmieniło się zasadniczo, aczkolwiek można przypuszczać, że konni nosili już hełmy stożkowate z nosalem oraz pełne zbroje kolcze. Jazda była podstawowym składnikiem armii, o czym świadczy szybkość przemieszczania się: w 1103 roku wojska Krzywoustego przebyły odcinek 200 km z Nakła do Głogowa w czternaście dni.
Nie znamy liczebności wojsk w czasach Krzywoustego, ale musiała być niemała, skoro armia zdolna była do prowadzenia działań bojowych zarówno w kraju, jak i na terenach przeciwnika, walcząc czasami na dwóch, a nawet trzech frontach.

### W czasach najazdów mongolskich

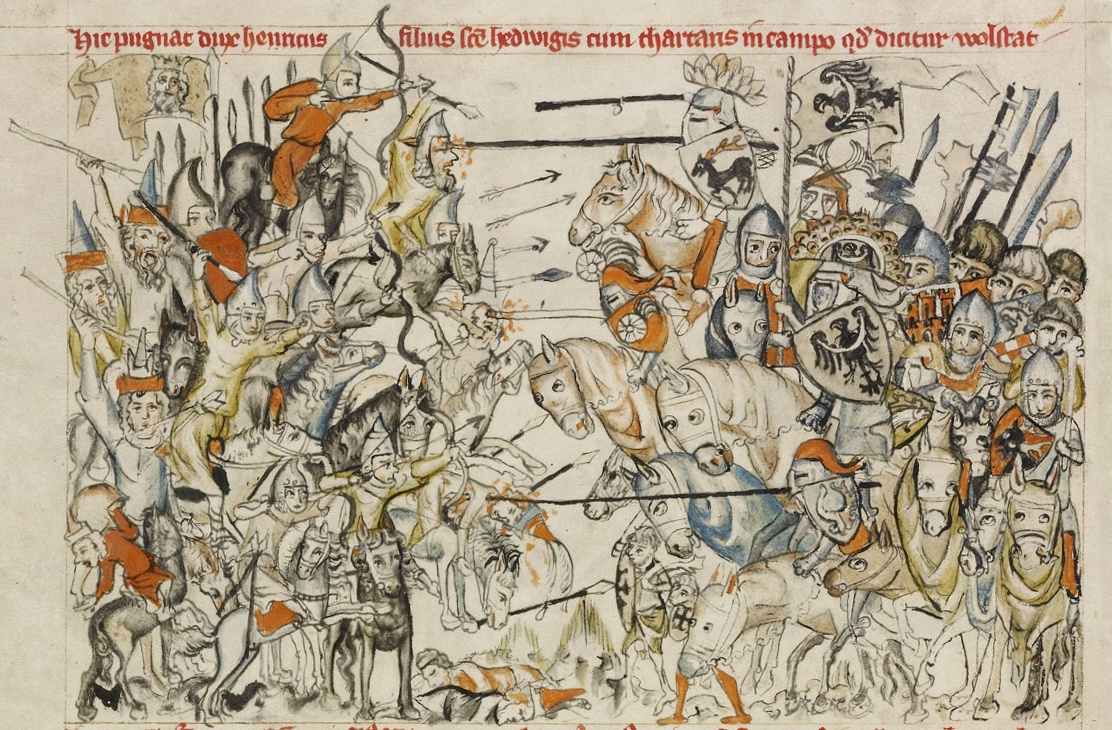
Bitwa pod Legnicą, 1241 (miniatura z Legendy obrazowej św. Jadwigi Śląskiej z XIII wieku)

W XIII wieku zapoczątkowany został (i trwał przez całe stulecie) proces tworzenia się stanu rycerskiego, co wiązało się z posiadaniem ziemi. Chcąc odtworzyć obraz armii tego okresu, trzeba poznać obowiązki wojskowe poszczególnych warstw ludności: obowiązek służby wojskowej, obowiązek wykonywania określonych prac na potrzeby wojska i obowiązek świadczeń na rzecz wojska. Obowiązek pierwszy spoczywał głównie na barkach rycerstwa, drugi i trzeci był przypisany tak mieszczanom, jak i (w głównej mierze) chłopom.
Ten okres jest stosunkowo słabo znany, ale bitwa pod Legnicą ma na tyle bogatą ikonografię, że można pokusić się o pewne oceny. Uzbrojenie ochronne w masie żołnierskiej nie uległo zmianie (hełmowi doszedł jedynie prawdopodobnie podbródek), ale wybitniejsi rycerze (w tym Henryk Pobożny) noszą już zbroje wzbogacone o elementy płytowe i hełmy garnczkowate, bogato zdobione. Zmarły w 1288 Leszek Czarny przedstawiony jest na swej płycie nagrobnej w Krakowie w pełnej zbroi płytowej.
Taktyka na polu bitwy nie była zbyt skomplikowana. Rycerstwo (wraz ze swymi pocztowymi u boku i z piechotą na skrzydłach) stawało w zwartym szyku i – po wstępnym ostrzale łuczników bądź procarzy – na dany znak ruszało do szarży. W tym momencie dowódca – który zresztą uczestniczył w boju, zazwyczaj w pierwszym szeregu hufca zwanego czelnym – przestawał kontrolować całe starcie, a bitwa przeradzała się w setki pojedynków w ścisku i zamęcie. W takiej sytuacji łatwo było o panikę w szeregach, a w konsekwencji przegraną tam, gdzie – wydawałoby się – bitwę można było wygrać.

### W czasach Łokietka i Jagiełły

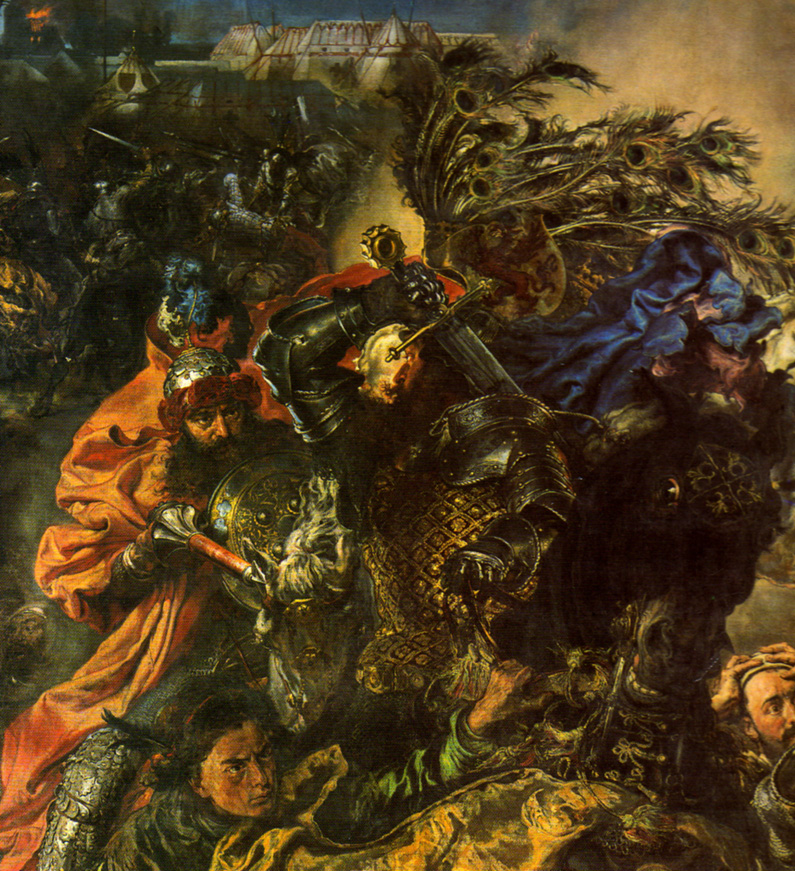
Jan Matejko, Bitwa pod Grunwaldem, fragment (portret Kazimierza V szczecińskiego)

Wiek XIV i początki XV to rozwój zarówno uzbrojenia, jak i taktyki i strategii. Stan rycerski w Polsce umocnił się na dobre, a na polu bitwy dominował manewr polegający na oskrzydlaniu, otaczaniu, niekonwencjonalnym wykorzystywaniu pododdziałów piechoty i konnicy, wreszcie na zaskoczeniu. Wodzowie obserwowali starcie z odpowiednio wybranego miejsca (najczęściej wzgórza), skąd roztaczał się widok na całą okolicę, a poszczególnymi hufcami dowodzili wprawni, znani i doświadczeni rycerze zwani wojewodami.
Armia tego okresu składała się zarówno z rycerstwa, jak i chłopów i mieszczan, z oczywistym podziałem na jazdę, piechotę i oddziały grodowe. Rycerz, ze swoim pocztem służył w swojej chorągwi (czasem też zwanej rotą) ziemskiej, rodowej lub zaciężnej, przy czym najznakomitsi wojownicy powoływani byli do chorągwi czelnych i walnych ciągnącego na wyprawę wojenną wojska. Szlachta średniozamożna, którą było stać na wystawienie, uzbrojenie i utrzymanie pocztu, usługiwała zazwyczaj w chorągwiach danej ziemi, w której posiadała majątki. Szlachta drobna wstępowała albo do chorągwi rodowych, tworzonych i finansowanych przez możnych feudałów, albo do królewskich chorągwi zaciężnych (zwykle nielicznych) tworzonych na podstawie patentów wydawanych przez króla określonemu dowódcy.
Piechota była powoływana spośród chłopstwa i zazwyczaj brano jednego z pięciu mieszkańców wsi królewskiej, przy czym czterej pozostali musieli go odziać, wyposażyć i uzbroić. Innym obowiązkiem obciążającym chłopów były opłaty pieniężne wynoszące 4-8 groszy od łanu (łany miały powierzchnię od 17 do 25 ha). Najuciążliwszą powinnością chłopską była budowa umocnień stałych i polowych oraz naprawa mostów.
Mieszczaństwo służyło głównie przy obronie miast warownych, przy czym poszczególne cechy miały pieczę nad określonym fragmentem obwarowań. Mieszczanie, jako zamożniejsi od chłopów, mogli pozwolić sobie na droższe uzbrojenie, lekkie hełmy i zbroje kolcze lub płytowo-kolcze; ponadto przechodzili szkolenie wojskowe, czemu służyły organizacje w rodzaju bractw kurkowych. W omawianym okresie ilość miast warownych w Polsce szybko rosła, co zwiększało w sposób znaczący obronność kraju.
Broń rycerza zmieniła się niewiele, z wyjątkiem mieczy, które były teraz dłuższe, z rękojeścią zazwyczaj półtoraręczną (tzw. półtorak lub bastard), natomiast zbroja przeistoczyła się zupełnie. Kolczugę uzupełniano fragmentami płytowymi, okrywającymi najbardziej narażone na ciosy części ciała, by na początku XV w. zastąpić ją niemal pełną zbroją płytową. Warto zwrócić uwagę, że w omawianym okresie, podobnie jak wcześniej, zbroja okrywana jest wierzchnią tuniką herbową zwaną tabardem. Moda na tzw. zbroje białe pojawia się dopiero w latach 20. XV w. Hełmy, zwane łebkami, były w powszechnym użyciu, ciężkie i niewygodne hełmy garnczkowate wychodzą z użycia, a pojawiały się już pierwsze przyłbice z ruchomą zasłoną twarzy.
Broń piechoty uzupełniła kusza, coraz cięższa z biegiem czasu i coraz bardziej dla rycerzy niebezpieczna, a w uzbrojeniu ochronnym pawęż, czyli wysoka, prostokątna tarcza, skryty za którą piechur mógł bezpiecznie razić wroga z łuku lub kuszy. Ostatnimi wynalazkami XIV wieku były proch dymny i armata. Tej ostatniej użyto w Polsce po raz pierwszy podczas bezkrólewia po śmierci Ludwika Węgierskiego, kiedy to stronnicy jednego z kandydatów do tronu oblegali swych przeciwników w Pyzdrach w 1383 roku. Trzeba tu dodać, że armaty tego okresu, strzelające kulami kamiennymi, przydatne były w zdobywaniu umocnień, w polu natomiast miały niewielkie znaczenie.

### Za Jagiellonów
Najbardziej charakterystycznymi zmianami tego okresu były pojawienie się – obok ciężkiej (kopijnicy) – także jazdy lekkiej: husarii i pancernych oraz stopniowe zaprzestanie powoływania na wyprawy wojenne chłopstwa, które zostało trwale przypisane do ziemi. Mieszczanie nadal zachowali swój przywilej obrony grodów, ale tylko trzy spośród wszystkich miast Rzeczypospolitej miały prawo (i obowiązek) występować zbrojnie w polu: Kraków, Lwów i Gdańsk). Nowością była też (na kresach wschodnich) obrona potoczna powołana do obrony królewszczyzn i – ogólnie – terytorium państwa przed najazdami ze wschodu.
Zmianie też uległo uzbrojenie, które, w chorągwiach kopijniczych, ewoluowało w stronę coraz cięższych zbroi (zarówno rycerskich, jak i końskich), przy zachowaniu tradycyjnego rycerskiego oręża, podczas gdy w chorągwiach lekkich odrzucało zbroję całkowicie (jak w pierwszych rotach husarskich) lub zostawało przy kolczudze (jak u pancernych). Pojawiła się też osobista broń palna żołnierza, a mianowicie pistolet i arkebuz, wkrótce zastąpiony przez muszkiet. Piechota tego okresu to albo oddziały zaciężne obcego, cudzoziemskiego autoramentu, albo tzw. piechota łanowa zaciągana wśród polskich chłopów. Poważnemu rozwojowi uległa też broń palna – zarówno artyleria, jak i broń osobista piechoty i kawalerii. Nowym nabytkiem stało się działo polowe, które rozstrzygało w wielu bitwach epoki.
W sensie taktycznym wojsko polskie ewoluowało w kierunku walk systemem wschodnim, bowiem z tym przeciwnikiem głównie miało do czynienia, ale zachowało również wiele elementów zachodnich. Dawnych wojewodów zastąpili hetmani, a przy dworach możnowładców powstawały prywatne oddziały, które z czasem (szczególnie na kresach) miały przekształcić się w armijki wielkości dywizji. Bitwy coraz częściej rozpoczynały pojedynki harcowników zwanych też elearami a armii towarzyszył tabor, który podczas bitwy przybierał formę obozu warownego złożonego – na wzór husycki – z powiązanych ze sobą i bronionych przez piechotę i czeladź wozów.

## Zestawienie najważniejszych bitew
Wczesne średniowiecze
- bitwa z Wolinianami – 967
- bitwa pod Cedynią – 972
- bitwa nad Sprewą – 1005
- obrona Niemczy – 1017
- zdobycie Kijowa – 1018
- bitwa pod Drzycimiem – 1091
- obrona Głogowa – 1109
- bitwa na Psim Polu[r] – 1109
- bitwa nad rzeką Sajó – 1132

Okres przejściowy
- bitwa nad Mozgawą – 1195
- bitwa pod Zawichostem – 1205
- bitwa pod Chmielnikiem – 1241
- bitwa pod Legnicą – 1241
- bitwa pod Stolcem – 1277
- bitwa pod Goźlicami – 1280
- bitwa pod Kłeckiem – 1313
- bitwa pod Płowcami – 1331

Późne średniowiecze
- bitwa nad Worsklą – 1399
- bitwa pod Grunwaldem – 1410
- bitwa pod Koronowem – 1410
- bitwa pod Wiłkomierzem – 1435
- bitwa pod Grotnikami – 1439
- bitwa pod Warną – 1444
- ; Bitwy wojny trzynastoletniej
  - bitwa pod Chojnicami – 1454
  - bitwa pod Iławą – 1455
  - bitwa pod Rynem – 1456
  - bitwa o Knipawę – 1456
  - bitwa pod Bornholmem – 1457
  - bitwa pod Sępopolem – 1457
  - II bitwa pod Bornholmem – 1460
  - bitwa pod Pruszczem Gdańskim – 1460
  - bitwa pod Świecinem – 1462
  - bitwa na Zalewie Wiślanym – 1463
- bitwa pod Koźminem – 1497
- bitwa pod Kleckiem – 1506
- bitwa pod Łopusznem – 1512
- bitwa pod Orszą – 1514

## Zmiany epokowe

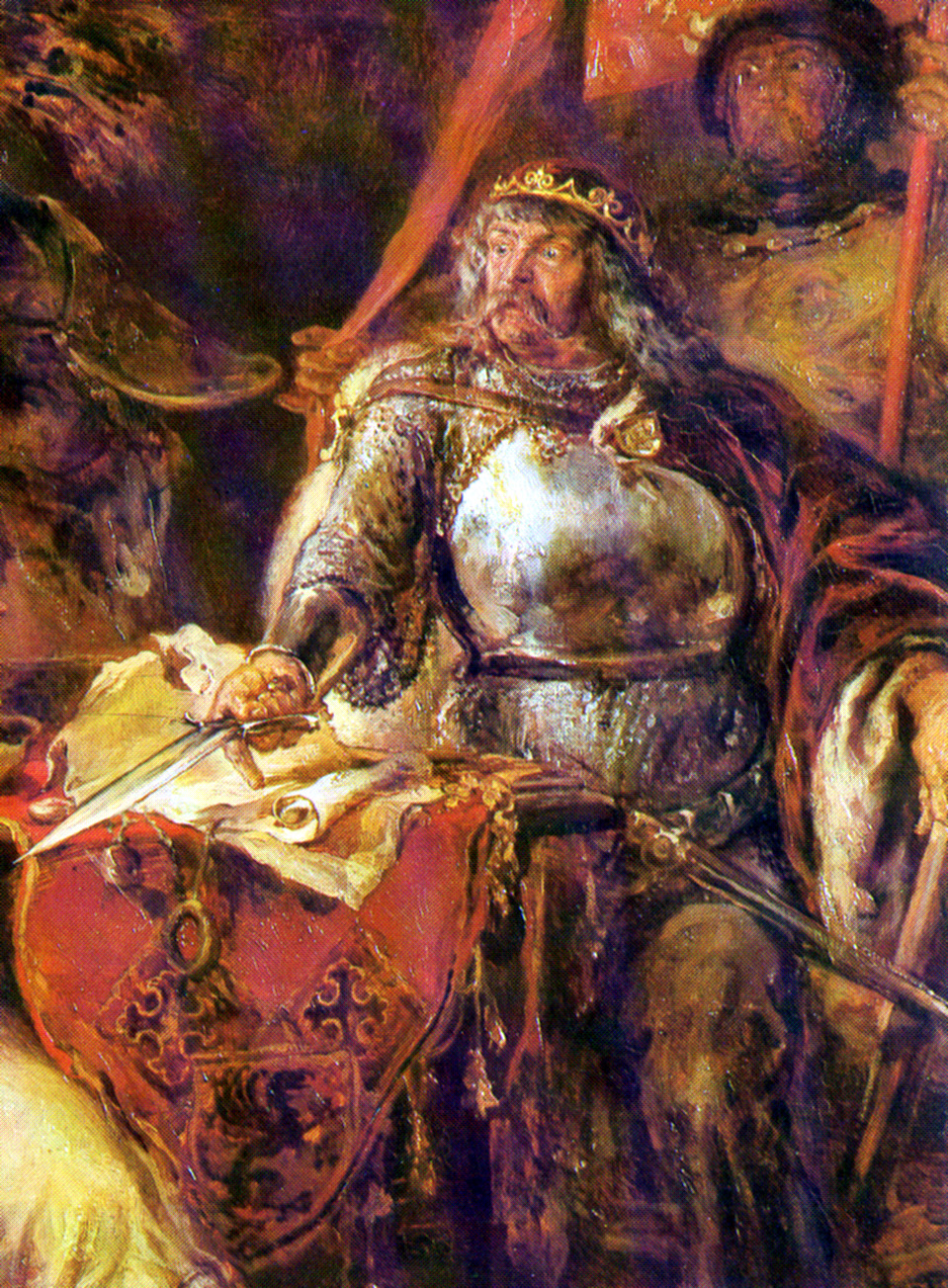
Władysław Łokietek w zbroi kolczo-płytowej z XIV wieku. mal. Jan Matejko

W historii militarnej polskiego średniowiecza należy wyodrębnić kilka okresów, bez zrozumienia których nie sposób pojąć, dlaczego wojska polskie odnosiły zwycięstwa lub ponosiły porażki. Okresy te to wczesne, przejściowe i późne średniowiecze wyznaczane panowaniem poszczególnych władców. Tak więc okres wczesny zawiera się w obrębie czasowym od Mieszka I do Bolesława Krzywoustego, przejściowy obejmuje czas rozbicia dzielnicowego po panowanie Władysława Łokietka, zaś późny obejmuje czasy od Kazimierza Wielkiego poprzez dynastie Andegawenów i Jagiellonów po rok 1514.
W historii wojskowości okres wczesny kojarzony jest z pierwotną drużyną książęcą (Mieszko I) i jej przekształcaniem się w stałą armię władcy. Przypuszczalnie w okresie wczesnym podstawą uzbrojenia zaczepnego były włócznie lub dzidy, topory, miecze i wszelka broń obuchowa, zaś uzbrojenie obronne składało się z przeszywanic, płóciennych kaftanów nabijanych metalowymi płytkami lub (w pierwszych szeregach) kolczug i drewnianych, okuwanych, okrągłych lub podługowatych tarcz.
W okresie przejściowym uzbrojenie zaczepne nie uległo daleko idącym zmianom, z tym, że miecz stał się dłuższy i lżejszy, z wyraźnym zaznaczeniem podziału na zastawę i sztych, a włócznia ustąpiła miejsce kopii. Znacznie większe zmiany nastąpiły w uzbrojeniu obronnym, gdzie poczesne miejsce zajęła kolczuga, z czasem z elementami płytowymi (pod koniec okresu nawet pełne zbroje płytowe wśród bogatego rycerstwa), a tarcza zmalała przybierając kształt zwany heraldycznym.
Okres późny charakteryzuje się całkowitą (na przestrzeni około 30 lat) zmianą uzbrojenia zarówno zaczepnego, jak i obronnego. W tzw. hufcach czelnych i walnych jedno, jak i drugie ulega daleko idącym przemianom na wzór zachodni, podczas gdy w oddziałach pomocniczych następuje powolna orientalizacja spowodowana coraz częstszymi starciami z napierającymi od wschodu ludami mongolskimi (Tatarzy). W tych formacjach kolczuga staje się elementem stałym wyposażenia, a stożkowy hełm epoki wczesnej zastępuje misiurka (zapożyczona ze wschodu), co miało przetrwać w formacjach narodowego autoramentu po wiek XVIII.
Schyłek epoki wiąże się z pojawieniem się, około roku 1500, husarii. Zmiana została wymuszona po klęsce wojsk koronnych w roku 1497 na Bukowinie, gdzie doszło do starcia z przeciwnikiem walczącym inaczej niż rycerstwo europejskie. Mikołaj Stryjkowski w roku 1501 napisał, że „Raców niemało za pieniądze żołnierskie po usarsku służyło”.

## Podsumowanie
Bitwy polskiego średniowiecza, toczone głównie (ale nie tylko) na ziemiach polskich, charakteryzowały się:
- w okresie wczesnym wykorzystywaniem wszystkich sił będących w dyspozycji władcy, do prowadzenia działań wojennych, przy czym drużyna książęca stanowiła siłę wiodącą;
- od XIV wieku taktyką odmienną od taktyk stosowanych na Zachodzie, z wykorzystaniem naturalnych przeszkód terenowych i zmasowaniem uderzeń na wybranych kierunkach działań, przy czym nie zawsze chodziło o wygranie walnej bitwy, jak to było w zwyczaju rycerskim na zachodzie Europy;